# Saison 1 de BoJack Horseman
 (juin 2017).
Si vous disposez d'ouvrages ou d'articles de référence ou si vous connaissez des sites web de qualité traitant du thème abordé ici, merci de compléter l'article en donnant les références utiles à sa vérifiabilité et en les liant à la section « Notes et références ».
Chronologie
Saison 2 de BoJack Horseman
Cet article présente les différents épisodes de la saison 1 de BoJack Horseman.

## Distribution vocale

### Acteurs principaux
- Will Arnett (VO) / Benoît Grimmiaux (VF) : BoJack Horseman
- Alison Brie (VO) / Josephine de Renesse (VF) : Diane Nguyen
- Amy Sedaris (VO) / Marcha Van Boven (VF) : Princess Carolyn
- Aaron Paul (VO) / Sébastien Hébrant (VF) : Todd Chavez
- Paul F. Tompkins (VO) / Bruno Georis (VF) : Mr Peanutbutter

### Acteurs récurrents
- Patton Oswalt (VO) : Pinky Penguin
- Kristen Schaal (VO) : Sarah Lynn
- Stanley Tucci (VO) : Herb Kazzaz
- Chris Cox (VO) : Tina The Bear
- Olivia Wilde (VO) : Charlotte Carson
- Wendie Malick (VO) : Beatrice Horseman
- J. K. Simmons (VO) : Lenny Turteltaub

## Liste des épisodes

### Épisode 1:L'Histoire de BoJack, chapitre 1
C’est un matin ordinaire chez BoJack, à qui Todd, son colocataire parasite, a mangé toutes les viennoiseries. BoJack se rend ensuite à son rendez-vous avec son éditeur à qui il promet une nouvelle fois de lui livrer son autobiographie alors qu’il est incapable d’écrire la moindre ligne à ce sujet depuis un an et demi. Pour ne rien arranger, BoJack se fait plaquer par son amie et agent Carolyn, qui lui reproche son infidélité et son immaturité émotionnelle. Demeurant toutefois son agent, elle le convainc d’assister à un nouveau rendez-vous avec son éditeur qui lui assigne Diane Nguyen comme ghost writer afin d’avancer enfin sur sa biographie. BoJack accepte quand il apprend qu’elle a écrit la biographie de Secrétariat, un coureur de fond acculé au suicide après avoir été banni de la course professionnelle pour des paris truqués et dont BoJack rêve d’interpréter le rôle. Todd se charge d’inviter Diane à la réception qu’il impose à BoJack afin de se dépêtrer d’une embrouille qui l’a mis en porte à faux avec un petit caïd mexicain qui le menace de mort s’il n’offre pas à sa fille une fête digne de ce nom pour ses 15 ans. Inquiet de ne pas pouvoir livrer un livre assez convaincant pour la critique, BoJack fait une crise de panique et se retrouve à l’hôpital.

### Épisode 2:BoJack crache sur l'armée
Nerveux, BoJack accueille Diane pour son premier jour de travail. Peanutbutter s’incruste et énerve Bo avec son projet de télé-réalité à laquelle il n’est pas invité. S’étant fait voler une nouvelle fois son petit déjeuner, Bo part s’acheter des chaussons et prend par mégarde la boite réservée par un client parti aux toilettes. Refusant de le croire, BoJack achète les gâteaux malgré les protestations du client qu’il méprise publiquement. Todd, lui, est tombé amoureux on-line d’une japonaise qui lui réclame son numéro de carte bancaire.
Diane commence son travail mais BoJack refuse de parler sincèrement de ses parents, traumatisé par leur indifférence. Carolyn avertit alors Bo que les chaines infos font leurs titres sur sa rencontre matinale. Il se rend compte alors que son opposant était un vétéran de la guerre d’Irak et que ce dernier profite de son statut pour se faire plaindre publiquement du comportement de BoJack. Diane déconseille à Bo de répliquer pour éteindre la controverse mais ce dernier ne l’écoute pas et empire la situation en refusant de s’excuser. Diane soupçonne BoJack de cacher des éléments douloureux de son enfance et tente de l’interroger sur le sujet. Mal à l’aise, Bo préfère faire empirer sa situation médiatique plutôt que de reconnaitre la haine qu’il porte à ses parents.
Après trois jours de siège médiatique, Todd propose d’envoyer BoJack au Japon mais il se fait plaquer par sa petite amie quand elle pirate son compte en banque et s’aperçoit qu’il est pauvre. Diane offre de cacher BoJack chez elle mais Peanutbutter fait tourner sa télé-réalité chez lui. Fatigué, Bo est prêt à céder malgré son bon droit. Carolyn a organisé la reddition médiatique de BoJack en achetant de nouveaux gâteaux qu’il doit offrir au soldat en compensation. Gâteaux que Bo a dévoré sans le savoir. Todd part en acheter de nouveaux mais il revient avec des pains à hamburger périmés. Peanutbutter offre son émission pour la rencontre afin de gagner en audience. BoJack s’en sort en comparant le sort des soldats abandonnés par la nation après leur retour avec les pains périmés, jetés et gaspillés sans considérations. Le caractère de BoJack menaçant de tout gâcher, Peanutbutter se coince un seau sur la tête pour détourner l’attention.

### Épisode 3:Muffin à épines
Parti s’acheter un nouveau lit parce que Todd a détruit le sien, Bo retrouve Sarah Lynn en compagnie de son petit ami Andrew Garfield dans le magasin. Mais Andrew rompt avec Sarah en raison de son statut d'ex enfant star et cette dernière avale une boite d’anxiolytiques en public avant de s’empaler sur une baïonnette rouillée. Bo emmène son ancienne partenaire de tournage en désintoxication mais Sarah s’échappe et se réfugie chez lui. Désireux de retrouver un peu de sa bonne humeur passée, Bo invite Sarah à emménager, espérant retrouver l’ambiance de la série malgré les avertissements de Carolyn. Todd éprouve de la jalousie en voyant Bo offrir sa chambre d’invités à Sarah alors que lui dort sur le canapé depuis 5 ans. L’opinion tranchée de Carolyn change cependant radicalement quand elle apprend que Sarah a viré son agent et elle se précipite chez Bo pour la convaincre de signer avec sa société.
Déprimée, Sarah invite ses amis à la maison et la fête dégénère rapidement, ce qui trouble le travail de Bo sur son livre. Bo admet avoir eu avec Sarah des relations professionnelles quand la jeune fille demandait de l’affection paternelle, ce qui fait comprendre à Diane pourquoi il a accepté l’intrusion de Sarah dans sa vie. La culpabilité de Bo est si intense qu’il ne réagit pas quand Sarah commence à ruiner la maison pour la mettre plus à son goût. Même Todd estime que la jeune fille va trop loin et tente de freiner les ardeurs de la jeune femme.
Bo est convaincu de pouvoir remettre Sarah sur de bons rails et la force à passer une journée avec lui sans ses amis. Sarah apprécie le moment et apprend à Bo que son mentor Herb est atteint d’un cancer, ce qui trouble BoJack. Pour soutenir le moral de son amie, Bo lui offre son trophée gagné grâce à sa série. Sarah le revend immédiatement pour s'acheter de la drogue et il termine dans les mains de Peanutbutter. Bo est furieux et chasse les amis de Sarah qui escomptait s’acheter de la drogue avec l’argent de la revente. Sarah reproche à BoJack de ne pas savoir ce qu’elle vit en ayant perdu sa célébrité, remplacée dans sa carrière de chanteuse par une gamine de 14 ans hypersexualisée.
Bo s’énerve contre elle avant que toute leur tension nerveuse ne se dissipe en une relation sexuelle sauvage entre les deux. Todd désapprouve fortement la relation et Diane met en relation ce rapport avec les propres problèmes de Bo qui est conscient que cette relation pourrait détruire le peu de réputation qu’il a toujours. Bo se décide à forcer Sarah à faire une cure de désintoxication malgré ses reproches. Sarah, qui se sent abandonnée une fois de plus, préfère partir plutôt que de se désintoxiquer. Malgré tous ses efforts, Carolyn n'arrive pas à faire signer Sarah qui s'adresse à sa rivale, ce que Carolyn semble avoir prévu, mettant en branle un plan à tiroirs pour parvenir tout de même à ses fins.

### Épisode 4:Zoe ou Zelda?
- Margo Martindale : Elle-même

À une soirée de Gala, BoJack rencontre Wayne, l’ex de Diane qui doit écrire un article sur Peanutbutter pour Buzzfeed. Bo est exaspéré de voir Peanut user de références tirées de sa série qu’il ne comprend pas. Il en profite pour rabaisser Todd encore plus afin de le convaincre de partir un jour de sa maison. Todd confie qu’il commence à percevoir sa vie comme étant ratée en évoquant son opéra rock qu’il n’arrive pas à terminer. Bo est forcé d’écouter le projet dans son entier, ce qui le laisse froid mais conquiert le reste de son auditoire. Diane veut pousser Bo à aider Todd dans son projet, comprenant que Bo a une peur panique de voir Todd partir et de se retrouver seul. Par pur esprit de contradiction, Bo annonce à Todd qu’il compte l’aider dans son projet d’opéra afin de montrer à Diane qu’il n’a pas peur de la solitude.
Todd est content en premier lieu mais il déchante quand Bo aligne les critiques et les reproches sur son œuvre. Todd constate que Bo a tout de même écouté quand il lui fait comprendre les incohérences de son scénario qu’il reprend en totalité. Chez Peanut, Wayne tente de reconquérir Diane en lui présentant Peanut sous un jour très défavorable. Peanut déçoit Diane en annulant à la dernière minute sa venue à une exposition à laquelle elle tenait. Todd confie à Bo que son problème de fainéantise a pour origine un abus d’un jeu vidéo très populaire qui lui a fait perdre sa scolarité, sa petite amie et son emploi. Enthousiaste, Todd veut montrer son projet à un grand producteur. Bo pense que Todd échouera aussi il ne s’oppose pas à la représentation.
Peanut rattrape sa bourde en offrant un séjour à Diane pour aller voir l’exposition donnée dans une autre ville. Malgré les pronostics de Bo, le producteur accepte d’inviter Todd à donner une représentation test devant des investisseurs potentiels. Todd est contraint de travailler d’arrache-pied pour tenir le délai très court mais Bo panique en comprenant que Todd partira si le financement est accepté. La veille de la présentation test, il manque encore un hymne à Todd pour achever son œuvre. BoJack aide son ami en faisant les courses avec lui avant de le laisser travailler la dernière nuit. Todd tombe malheureusement sur un exemplaire bon marché du jeu qui a ruiné sa vie. Hésitant, il l’achète malgré les avertissements de Bo, lui promettant d’y jouer seulement après avoir fini son travail. Todd est incapable de résister à la tentation et passe la nuit entière à jouer.

### Épisode 5:On ne choisit pas sa famille
- Ira Glass : La sonnerie de Diane

À New York, Bo rencontre son éditeur qui est content de l’avancée du livre. Bo essaye tout de même de faire remplacer Diane, qu’il juge compétente mais trop sage pour lui. L’éditeur refuse et exige que le livre soit prêt pour octobre. Diane apprend la mort de son père, une nouvelle qu’elle accueille avec indifférence à la surprise de Bo, qui accepte de l’accompagner à Boston pour les funérailles. En Californie, Todd a la garde de la maison et malgré les avertissements de Bo, il commence à faire n’importe quoi pour s’amuser. Surprenant un bus de touristes s’étant trompé de rue, Todd fait croire que la maison est celle de David Boreanaz pour contenter les fans, leur faisant payer la visite des lieux.
Diane confesse qu’elle déteste sa famille et qu’elle a quitté la maison dès qu’elle a pu le faire. La rencontre familiale se passe mal, ses frères imbéciles essayant dès son arrivée de l’exploiter et sa mère de lui reprocher son départ. Diane accepte d’aider à l’organisation des funérailles par politesse mais elle découvre rapidement que ses frères n’ont rien fait, le corps de son père reposant même toujours dans le fauteuil où il est mort. Todd poursuit son arnaque aux touristes, ayant collé à la va-vite des têtes de Boreanaz découpées dans des magazines sur les photos de Bo. Carolyn apprend rapidement l’arnaque en cours et s’impose dans le jeu, haussant les tarifs en échange d’une part du butin.
Trouvant le temps long, Bo entre dans la maison et sympathise rapidement avec la famille, fan de sa série et culturellement coincé dans les années 90. Le regret de Bo de n’avoir jamais eu de frère lui fait avaler toutes les avanies des frères de Diane qui ont passé leur vie à l’humilier. Les paparazzis possédant les photos compromettantes de Bo avec Sarah débarquent alors chez lui et repartent, convaincus d’être chez Boreanaz. Todd regrette son arnaque en cours quand Carolyn exige toujours plus de ruses pour se faire plus d’argent. Les funérailles ne peuvent avoir lieu normalement, la famille ayant emmené finalement le corps du père se faire hacher menu et conditionner en baril avec l’intention de le jeter ensuite à la face de son pire ennemi, un joueur des Yankees de New York.
Pour aider Diane, Bo révèle que loin d’avoir une vie de reine, Diane est nègre et vit chez son petit ami faute d’avoir une maison à elle. La famille est impressionnée de voir sa vie plus minable que la leur en fin de compte. Diane explose alors de colère et ruine le bar où ses frères regardaient le match avant de s’emparer du camion de son père et de s’enfuir vers la décharge où elle s’isolait dans son enfance.
Carolyn s’enfuit peu de temps avant l’arrivée de la police qui arrête Todd pour avoir provoqué des attroupements illégaux avec les dizaines de cars de touristes. Diane se confie au téléphone à Peanut quand Bo arrive pour s’excuser. Diane ne lui en veut pas car il n’a fait que dire la vérité au fond. Bo comprend Diane car lui aussi a grandi dans une famille à problèmes. Elle confesse toujours vouloir leur donner une raison d’être fiers d’elle, Bo essayant de lui faire comprendre qu’ils sont trop stupides pour apprécier quoi que ce soit de bien et l’encourage à ne jamais revenir les voir. Sans le vouloir, Bo fait tomber le baril contenant les restes du père de Diane qui dévale la pente, finissant par écraser une vieille dame qui traversait la rue.

### Épisode 6:Une histoire de D
- Yvette Nicole Brown : Beyoncé
- Chris Parnell : Membre du gang aryen
- Horatio Sanz (en) : Chef des rois latins

Ne voulant pas rester seul à son retour de Boston, Bo tente de s’incruster pour la soirée avec Diane mais Peanut avait prévu un diner en amoureux. Il se laisse convaincre par son amie de l’inviter tout de même. Peanut offre un bracelet à sa fiancée, ce qui irrite BoJack qui offre une bouteille de luxe au couple. Piqué au vif, Peanut réplique en commandant une bouteille encore plus couteuse. Pour impressionner Diane, Bo offre une tournée générale aux clients du restaurant. Peanut riposte en offrant une console de jeu vidéo à tous. Il surenchérit avec un voyage en hélicoptère. BoJack emporte la partie en achetant le restaurant, offrant le buffet gratuit et en battant Peanut à une série de jeux idiots.
En prison, Todd se fait recruter par un groupe de suprémacistes blancs mais ayant fait perdre à Bo une manche de son combat contre Peanut, il se voit refuser sa caution. Déçu de voir Diane repartir avec Peanut, BoJack se saoule à mort et se réveille le lendemain, découvrant la lettre « D » du panneau Hollywood dans sa piscine alors que la presse recherche le « terroriste » qui a osé s’en prendre à l’enseigne mythique.
Bo tente de s’en sortir en demandant de l’aide à Carolyn qui comprend que BoJack est tombé amoureux de Diane. Peanut débarque alors, en colère de savoir Bo amoureux de son amie, le cheval lui ayant laissé un message en ce sens alors qu’il était complètement ivre. Peanut accepte d’aider Bo à se débarrasser des preuves en échange de ne plus le voir fréquenter Diane en dehors des rendez-vous pour son livre.
Todd accepte d’intégrer un gang latino, ignorant qu’eux et les nazis sont en conflit direct. Bo et Peanut mettent au point un plan pour détourner l’attention des médias. BoJack jette des billets depuis un toit dans l’espoir de provoquer une émeute, mais le public ne s’intéresse pas à lui car il ne jette que des billets d’un dollar. Beyoncé glisse cependant sur un billet et se casse la cheville, provoquant un rush médiatique qui permet à Peanut d’enlever le « D » avec son hélicoptère en toute tranquillité. Alors qu’il devait jeter la lettre dans l’océan, Peanut la rapporte chez lui et convoque la presse pour annoncer être l’auteur du forfait perpétré pour séduire Diane. Le geste romantique impressionne le public et fait renoncer à toute poursuite judiciaire.
Todd, lui, a joint les deux gangs, arborant leurs insignes à tour de rôle tout en faisant croire à chaque groupe qu’il est le seul choisi. Bo est ulcéré d’avoir été roulé par Peanut et s’en plaint à Carolyn qui lui rétorque que Peanut a pu faire un geste d’amour, ce dont Bo est incapable même envers elle. Bo essaye de se déclarer à Diane mais il est stoppé dans son élan quand il s’aperçoit qu’elle l’enregistre pour son livre.

### Épisode 7:La Grosse Dépression
Carolyn est satisfaite d’apprendre que son ami producteur a obtenu le réalisateur rêvé pour son projet, un film sur les derniers jours d’Eva Braun, femme d’Hitler, dont le rôle-titre doit être tenu par Cate Blanchett, en contrat avec Carolyn. Sa journée est gâchée par l’annonce de la fusion surprise de l’agence qui l’emploie avec une société concurrente, provoquant l’arrivée de sa rivale Vanessa Gekko dans l’équipe. Elle comprend rapidement qu’il n’y a pas de place pour elles deux et la compétition commence.
Todd avertit Carolyn que BoJack a filé en douce avant le tournage pour une raison inconnue. Le réalisateur de la publicité engage Todd pour le remplacer, Carolyn acceptant à condition que Todd lui reverse tout de même sa part. Bo débarque dans le bureau de Carolyn et tente de séduire son amie à nouveau. Carolyn n’est pas dupe et comprend vite que Bo agit ainsi pour oublier sa peine. Pour compliquer les choses, la fusion provoque un revirement de situation sur son projet de film et Carolyn doit trouver un nouveau réalisateur pendant que BoJack essaye de la draguer lourdement.
Lui ayant déclaré qu’elle ne pouvait plus être sa copine et son agent en même temps, Carolyn se voit évincée en tant qu’agent de Bo par sa rivale Vanessa. Les paparazzis voulant faire chanter Bo arrivent alors et Vanessa s’en débarrasse en leur faisant un chantage judiciaire. Carolyn doit céder son assistante et se contenter du fils du patron, incapable et pistonné pour faire son travail. Todd, saoul à cause du vrai bourbon utilisé par BoJack en douce pour la pub, déraille et elle doit remettre les choses en place, ce qui permet à Vanessa de lui voler son projet sur Eva Braun, engageant Quentin Tarantulino pour faire le film.
Déprimée, Carolyn accepte l’invitation de Bo à diner. Lui ayant volé Cate, Carolyn considère la guerre avec Vanessa déclarée. Bo reçoit un message de Herb l’informant qu’il peut venir le voir, ce qui le laisse désemparé, craignant cette rencontre plus que tout. Il admet à Carolyn ne pas l’aimer, l’utilisant juste pour ne pas se sentir seul et la laisse, plus déprimé que jamais. Elle décide alors de se consacrer tout entière à sa carrière et d’ignorer ses sentiments. BoJack la recontacte le lendemain pour s’excuser encore, ayant décidé d’aller voir enfin Herb.
La société comptant se débarrasser de Bo comme client improductif, Carolyn prend sa défense et fait le pari de lui décrocher un rôle dans la journée. Après une journée de travail infructueuse et menacée de chômage, Carolyn ruse en convainquant un jeune réalisateur de faire un film basé sur le livre préféré de Cate, qui saute sur l’occasion et abandonne le film défendu par Vanessa qui se voit licenciée. Carolyn pousse alors le producteur du film annulé à faire une histoire sur le « D » du panneau Hollywood volé peu de temps avant, poussant Bo pour le rôle principal.

### Épisode 8:Le Télescope
1985. Bo rend visite à son ami Herb qui triomphe sur scène et impressionne des cadres d’une grande chaine. Herb est invité à une soirée mondaine et parvient à vendre aux cadres de ABC le concept de comédie qu’il avait en projet, poussant son ami Bo à postuler le rôle principal de Horsin’ around. Charlotte, l’amie de Herb, est ravie de la chance donnée à Bo mais elle s’inquiète de le voir changer s’il a du succès. Bo lui promet qu’il restera toujours son ami, quoi qu’il puisse se passer. Malgré les sentiments qu’il éprouve pour elle, Bo doit se résoudre à la laisser partir pour la côte Est, la jeune femme sous-entendant que son départ est provoqué par le fait que Herb ne cherche pas une fille comme elle. Le lendemain, Herb fait promettre à Bo de revenir au Griffin Park qui domine la ville une fois qu’ils l’auront conquise grâce à leurs succès. Herb annonce à Bo qu’il a le rôle principal de son show et l’embrasse, jurant s’être laissé emporté par son élan.
1992. La série est un succès mais la célébrité est montée à la tête de Bo qui critique de plus en plus l’écriture de Herb. Bo apprend avec satisfaction que son rôle rêvé est à sa portée, Val Kilmer restant son seul rival pour jouer Secretariat. Son agent avertit Bo qu’il ne doit cependant plus faire la « une » des tabloïds pour ne pas ruiner ses chances. Bo apprend alors que Herb a été arrêté pour attentant à la pudeur. Herb lui révèle peu après son homosexualité et, sur la sellette, Herb demande le soutien public de Bo qui le lui accorde, n’ayant jamais oublié son amitié et son soutien au début de sa carrière. La direction annonce cependant à Bo que Herb va être licencié en raison de la chute des audiences de la série provoquée par le scandale. Bo essaye de faire du chantage mais la direction lui fait comprendre qu’une carrière artistique réussie implique des choix difficiles et que Bo perdra toute chance de faire du cinéma s’il quitte la série. La mort dans l’âme, Bo laisse tomber Herb.
De retour au temps présent, Bo constate avec amertume qu’il a sacrifié son amitié pour rien, sa série ayant été annulée quelque temps après, le film sur Secretariat ayant connu le même sort.
Au cours de la visite, Herb ne se prive pas de multiplier les remarques acides sur la trahison de Bo au fil de la visite. Todd, qui devait attendre Bo dans la voiture, est pris en otage par deux furies qui ont fui après avoir braqué le placard à vêtements de Kim Kardashian.

### Épisode 9:Le Sabotage
Persuadé que Diane va se rendre compte de son erreur en épousant Peanut, Bo décide de saboter leur union. Carolyn, furieuse d’avoir écouté BoJack qui l’appelait pour une urgence, décide de profiter du reste de la nuit et rencontre Vincent dont Bo est persuadé qu’il n’est qu’un groupe de trois garçons juchés sur les épaules les uns des autres, leurs corps camouflés sous un grand imperméable. 
Peanut perd son permis après avoir pourchassé une nouvelle fois le facteur avec sa voiture. Diane, trop occupée avec son livre et toujours perturbée par le baiser de Bo, refuse d’être son chauffeur et Peanut doit passer une annonce pour recruter quelqu’un. Bo envoie Todd entrer par effraction dans le bureau de Peanut pour y trouver des informations compromettantes. Todd se fait repérer rapidement et Peanut croit que Todd est là pour l’annonce. Il obtient le poste de chauffeur facilement. 
BoJack est dépité de voir que Carolyn ne le croit pas quand il l’avertit de la véritable nature de Vincent, la jeune femme le pensant juste jaloux et appréciant les qualités d’écoute de Vincent. Bo est satisfait de voir Todd devenu le chauffeur de Peanut, le garçon éprouvant des remords sachant qu’il devra trahir son patron. Diane annonce à Bo qu’elle pense avoir assez de matériel pour l’ écriture du livre et elle lui apprend qu’elle cesse donc de le voir. Sentant Diane nerveuse mais en ignorant la cause, Peanut propose d’avancer la date du mariage, quitte à faire une cérémonie intime. Diane accepte. Todd rapporte tous les faits et gestes de Peanut à Bo qui ne trouve rien d’intéressant pour son plan. Il est même plus en colère d’apprendre l’avancée de la date du mariage. 
Bo décide d’user d’une visite du couple à la banque pour engager une actrice sur le retour afin qu’elle effectue un faux braquage pour montrer à Diane qu’elle ne tient pas tant que cela à Peanut en lui faisant voler sa bague. Mais si Diane accepte de se séparer de la bague, c’est parce qu’elle estime ne pas avoir besoin de symbole pour prouver son amour à Peanut. Elle décide d’avancer l’union au week-end suivant, au grand désespoir de Bo qui offre d’organiser l’union dans son restaurant pour en parfaire le sabotage. Peanut confie alors à Todd qu’il doute être prêt à se marier une troisième fois, et que si Diane partait, il en serait au fond soulagé malgré son amour pour elle. 
Todd tente de garder l’information secrète. Mais apprenant par la télévision l’identité de la femme engagée par Bo pour le faux braquage, il se rend compte qu’elle était dans le magasin le jour où il a acheté le jeu vidéo qui a ruiné son avenir. Trouvant le ticket de caisse, Todd se rend compte péniblement de la manipulation de Bo, ce qui le rend furieux. Obligé de passer deux jours au tribunal en tant que membre du jury, Bo perd l’occasion d’élaborer un plan pour briser les noces de Diane. Il se décide à lui avouer son amour dans l’espoir qu’elle plaquera Peanut. 

### Épisode 10:Un pauvre canasson
- Wallace Shawn : Lui-même
- Naomi Watts : Elle-même

Sur le tournage du film, Bo, qui incarne Peanut, retrouve Diane avec plaisir. Cette dernière lui annonce que le livre est presque achevé et qu’elle est sur le point d’envoyer le manuscrit à l’éditeur, ce qui rend Bo inquiet. Le tournage à domicile rend toutefois Diane nerveuse à cause des multiples confusions apportées par l’exigence du réalisateur Tarantulino qui impose aux acteurs de rester dans leurs personnages hors plateau. Bo incarnant Peanut, sa personne étant incarnée par un acteur sur le retour et endetté, Naomi Watts incarnant Diane, ce qui cause des problèmes de compréhensions alors que Peanut se prend la tête à cause des t-shirts à col rond portés par Bo alors que lui-même ne porte que des t-shirts à col en V.
Diane exprime à Naomi ses craintes quant à une vie quotidienne avec Peanut après son mariage qui l’a comblée. Todd est heureux de travailler pour Peanut, faisant toujours comprendre à Bo sa rancœur envers le cheval qui a saboté sa carrière musicale. Le réalisateur se prend d’amitié pour Todd après que ce dernier a suggéré de donner plus d’importance à Diane pour rendre le film plus plausible. Bo se retrouve avec un rôle pratiquement muet au bénéfice de Watts, ce qu’il prend très mal. Bo tente de se rapprocher de Todd mais chaque tentative ne fait qu’empirer la situation, Todd profitant de son amitié nouvelle pour plomber le rôle de Bo de plus en plus, le scénario dérivant de plus en plus vers de la science-fiction improbable. 
La situation dégénère quand Naomi séduit Bo qui n’en demande pas tant et couche avec elle devant Diane, paniquée à l’idée d’avoir enfin envoyé le manuscrit sachant que Bo n’allait pas y être à son avantage. Bo est ulcéré à la lecture du résultat et fait ses reproches à Diane qui lui rappelle qu’il avait accepté de dire toute la vérité sur son compte. Bo conteste le fait que seuls ses défauts sont pris en compte alors que Diane tente de lui faire comprendre que cela le rendra plus humain et proche des lecteurs. Bo exige que Diane reprenne le manuscrit et le réécrive. Pour montrer qu’elle a raison, Diane fait fuiter des extraits dans la presse en contactant son ex. 

### Épisode 11:Une fin déprimante
- Ken Jeong : Dr Hu

De retour chez lui, BoJack a de grandes difficultés avec son autobiographie. Carolyn tente de le dissuader de la réécrire mais Bo a trop peur que le public ne voie sa véritable personnalité qu’il déteste plus que tout. Malgré ses tentatives, Bo n’arrive pas à se concentrer, la moindre perturbation le distrayant des heures durant. Bo essaye de s’inspirer du manuscrit de Diane mais le rappel de ses parents destructeurs l’incite à jeter son exemplaire. 
En fin de compte, Bo fait venir Sarah Lynn et le médecin qui lui vend sa drogue. Complètement défoncé, Bo fait travailler Sarah et Todd sous amphétamines pour tenir les délais. Sous l’influence de diverses drogues, Todd et Sarah essayent de tuer Bo afin de donner une fin héroïque et cynique au cheval. La consommation de drogues devient frénétique pour les trois participants et Bo commence un bad trip où Diane se transforme en Tetsuo du film Akira. Bo revit ensuite ses pires moments de sa vie et ses pires phobies avant d’avoir un aperçu de l’existence qu’il aurait eu s’il avait suivi Charlotte dans le Maine quand elle a quitté Herb. 

### Épisode 12:Plus tard
Trois mois ont passé depuis la sortie du livre. Bo est surpris de se voir décerner un Golden Globe pour le livre alors que ce n’est même pas un film, mais il accepte le prix quand même. Bo est déçu tout de même de n’avoir pas de nouvelles de Diane qui se voit proposer de couvrir pendant plusieurs mois une opération humanitaire soutenue par un milliardaire médiatique et égocentrique. Voulant se revaloriser et oublier ses sentiments pour Bo, Diane est tentée d’accepter. Carolyn se confie à Bo au sujet de Vincent dont elle doute de la volonté de s’engager sérieusement. 
Bo veut profiter de sa notoriété recouvrée pour faire avancer son projet de film sur Secrétariat. Todd incite Peanut à racheter un magasin afin d’ouvrir une boutique spécialisée en décorations d’ Halloween ouverte en janvier uniquement. Le projet absurde séduit Peanut. Bo se démène au sujet de son film et décroche une audition pour interpréter le rôle-titre, essayant d’ignorer sans succès le délire de Todd et Peanut. Carolyn reproche à Vincent de ne s’intéresser qu’au travail et décide de le quitter. Bo, qui ne se sépare plus de son Golden Globe, passe l’audition et décroche le rôle-titre, sa propre personnalité tourmentée faisant écho au drame vécu par Secrétariat. Mais Andrew Garfield use de sa notoriété pour souffler le rôle à BoJack qui explose de colère. 
Diane doit se décider entre aller en Afrique et rester à Los Angeles comme consultante pour le film sur Secrétariat dont elle avait écrit la biographie. Voyant Bo déprimé, Todd et Peanut tentent de l’impliquer dans une nouvelle idée tordue, les émotions à boire. À la soirée de lancement, Bo aperçoit Diane mais ni l’un ni l’autre n’osent faire le premier pas. Vincent s’incruste et reconquiert Carolyn en lui avouant son amour face à un Bo dépité. Bo retrouve le sourire quand Andrew Garfield se casse les jambes en visitant le magasin inachevé d’Halloween de Todd et Peanut, lui redonnant ainsi le rôle-titre. Bo retrouve Diane sur le toit, laissant paraître son insatisfaction profonde. Diane lui annonce avoir choisi de travailler sur le film, ce qui rassure Bo, ravi de retravailler avec la jeune femme même s’il est désormais convaincu qu’elle ne l’aimera jamais comme lui l’aime.

### Épisode spécial:Sabrina's Christmas Wish
C’est le premier Noël passé par BoJack avec les trois orphelins adoptés. Bo veut apprendre aux enfants les merveilles de Noël mais il doit aussi gérer ses dossiers en avance pour ne pas avoir à travailler le 25 décembre. Mais son patron ne lui laisse pas le choix si Bo veut devenir associé. Bo veut impressionner Sabrina, la cadette, en faisant venir le Père Noël mais la fillette n’est pas dupe et reconnait le fils du voisin crétin. Sabrina demande alors au Père Noël de faire revenir ses parents morts à la vie. Bo est inquiet car il sait qu’il ne pourra jamais exaucer ce vœu, ce qui brisera la confiance de Sabrina et lui fera perdre la magie de Noël à jamais.
Bo essaye de lui faire comprendre que le vœu est peut-être trop demandé mais il ne fait que renforcer la confiance de Sabrina. Bo tente alors de faire en sorte que Sabrina se comporte mal afin de trouver une raison pour que le vœu ne se réalise pas. Mais tous ses pièges sont des échecs face à détermination sans faille de la fillette. Au matin de Noël, Sabrina prend très mal l’absence de ses parents malgré un mot déposé pour elle lui expliquant que ses parents veilleront à jamais sur elle depuis le paradis mais qu’ils ne peuvent venir sous aucun prétexte. Sabrina s’effondre en larmes.
Bo tente de la consoler en lui rappelant qu’être en famille importe plus que les biens matériels. Sabrina s’énerve encore plus. Bo admet que le Père Noël n’existe pas afin de faire comprendre le vrai sens de l’existence à la fillette. Déçue, Sabrina finit par comprendre l’importance des relations actuelles contre les relations passées et pardonne à Bo. Le cheval, satisfait, annonce à son patron qu’il refuse en fin de compte de travailler le jour de Noël. Impressionné par son courage, le boss lui offre la promotion tant attendue. En discutant avec les enfants, Bo se rend compte que personne n’a écrit la fameuse lettre alors que s'élève en sourdine le rire de satisfaction du Père Noël.